# Božkovský potok
Božkovský potok je menší vodní tok ve Švihovské vrchovině a Plaské pahorkatině, pravostranný přítok Úslavy v okrese Plzeň-město v Plzeňském kraji. Délka toku měří 5 km, plocha povodí činí 10,19 km².

## Průběh toku
Potok pramení pod fotovoltaickou elektrárnou Letkov u dálnice D5 východně od Letkova v nadmořské výšce 429 metrů, a proto je potok v pramenném úseku veden pod zemí. Potok teče západním směrem, za Letkovem severozápadním a posléze jihozápadním. Potok podtéká silnici II/180. Západně od plzeňské části Božkov, kterou protéká, se Božkovský potok zprava vlévá do Úslavy v nadmořské výšce 310 metrů.